# 中華民國—克羅埃西亞關係
中華民國與克羅埃西亞共和國無正式外交關係，目前也沒有在對方首都互設具大使館功能的代表機構。對克羅埃西亞的相關事務由駐奧地利台北經濟文化代表處兼轄。

## 政治

### 外交

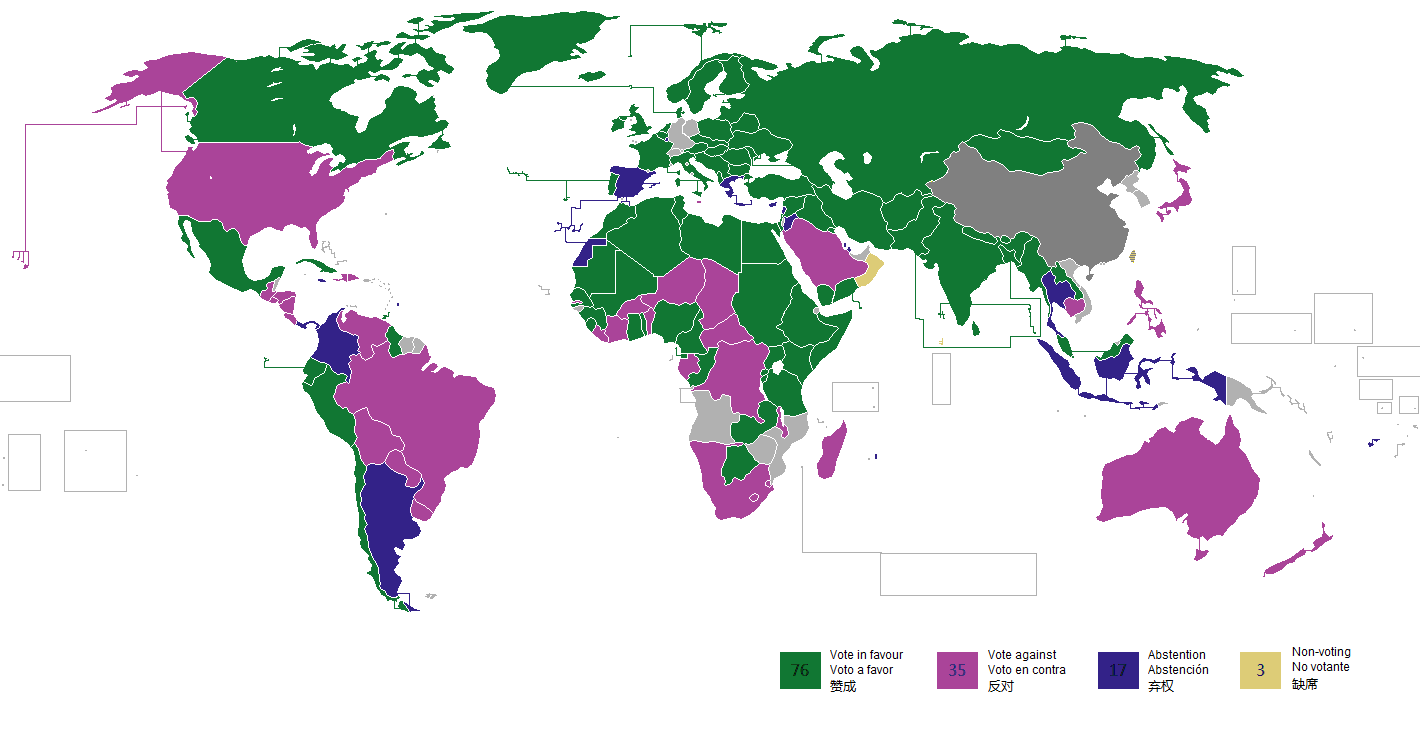
綠色國家表示在1971年的投票中反對中華民國續留聯合國，即《聯合國大會2758號決議》，克羅埃西亞當時是南斯拉夫的克羅埃西亞社會主義共和國，由南斯拉夫作為主權國家參與投票。

1941年7月，克羅埃西亞獨立國追隨轴心国承認汪精衛政權。
1992年10月，克羅埃西亞觀光暨貿易部長宓米卡（Neven Mimica）抵台訪問。
1993年1月12日，在克羅埃西亞獨立戰爭期間，中華民國人道援助該國10萬美元。
1995年6月，中華民國經濟部長江丙坤率團赴瑞士參加蒙太納論壇，期間會見克羅埃西亞副總理史克葛羅，並就雙邊經貿關係交換意見。
2016年，臺北市議會議長吳碧珠訪問克羅埃西亞。

#### 由大日本帝國成立的「中華民國國民政府」駐克羅埃西亞獨立國公使（1942－1945年）
| 姓名   | 任命          | 到任   | 外交衔级     | 備註             |
| ------ | ------------- | ------ | ------------ | ---------------- |
| 吳凱聲 | 1942年2月28日 | 未到任 | 特命全權公使 | 駐義大利大使兼任 |

## 經濟

### 貿易
| 年分 | 貿易總額   | 貿易總額 | 貿易總額 | 出口至克羅埃西亞 | 出口至克羅埃西亞 | 出口至克羅埃西亞 | 自克羅埃西亞進口 | 自克羅埃西亞進口 | 自克羅埃西亞進口 | 順逆差 |
| 年分 | 金額       | 年增減   | 排名     | 金額             | 年增減           | 排名             | 金額             | 年增減           | 排名             | 順逆差 |
| ---- | ---------- | -------- | -------- | ---------------- | ---------------- | ---------------- | ---------------- | ---------------- | ---------------- | ------ |
| 2017 | 49,795,928 | ▲17.7%   | 104      | 43,862,608       | ▲17.2%           | 88               | 5,933,320        | ▲21.7%           | 121              | 順差▲  |
| 2018 | 65,929,816 | ▲32.4%   | 98       | 61,843,283       | ▲41.0%           | 84               | 4,086,533        | ▼31.1%           | 129              | 順差▲  |
| 2019 | 57,457,883 | ▼12.9%   | 96       | 51,392,515       | ▼16.9%           | 84               | 6,065,368        | ▲48.4%           | 123              | 順差▼  |
| 2020 | 51,574,170 | ▼10.2%   | 100      | 41,363,598       | ▼19.5%           | 86               | 10,210,572       | ▲68.3%           | 108              | 順差▼  |
| 2021 | 64,303,609 | ▲24.7%   | 103      | 43,636,282       | ▲5.5%            | 90               | 20,667,327       | ▲102.4%          | 103              | 順差▼  |
| 2022 | 64,266,315 | ▼0.1%    | 101      | 46,299,657       | ▲6.1%            | 92               | 17,966,658       | ▼13.1%           | 103              | 順差▲  |
| 2023 | 68,313,196 | ▲6.3%    | 96       | 51,791,473       | ▲11.9%           | 86               | 16,521,723       | ▼8.0%            | 103              | 順差▲  |
| 2024 | 59,788,419 | ▼12.5%   | 98       | 44,892,258       | ▼13.3%           | 86               | 14,896,161       | ▼9.8%            | 103              | 順差▼  |

2023年的兩國貿易項目如下：
出口至克羅埃西亞的前10大項目為：經護面、鍍面或塗面之铁或非合金鋼扁軋製品；電話機（包括智能手机），以及其他傳輸或接收聲音、圖像之有線或无线网络通訊器具；金属、金屬碳化物、玻璃、礦物、橡膠或塑料模具；診斷或實驗用有底襯之試劑或配製試劑，以及檢定參照物；特定用途機器之零件與附件；車輛之零件與附件；鋼鐵製螺釘、螺栓、螺帽、螺旋鈎、車用螺釘、鉚釘、橫梢、開口梢、墊圈與類似製品；自行車或機動車輛用之電氣照明或信號設備、擋風板刮刷器、去霜或去霧器；金屬加工用綜合加工機、單體結構機與多站聯製機；自動資料處理機、磁性或光學閱讀機等。
自克羅埃西亞進口的前10大項目為：涡轮喷气发动机、螺旋槳推動用渦輪機與其他燃氣渦輪機；離心分離機、液體或氣體過濾與淨化機具；变压器、靜電式變流器與電感器；实验室、化學或其他工業、農業、供搬運或包裝貨物用陶瓷製品；收割機、脫穀機、打包機、割草機、農產品清潔分類或分級用機器；釀造飲料酒與混合品、釀造飲料酒與未含酒精飲料之混合品；電阻器；人類血液、供醫療用動物血液、抗毒血清、疫苗、毒素、微生物培養物與類似品；滑車與吊重機、絞車與絞盤、千斤頂；木材等。

### 投資
根據中華民國經濟部投資審議司統計，截至2023年，尚無臺商前往克羅埃西亞投資；克羅埃西亞前往臺灣投資約25萬美元，計有9件。主要投資有批發與零售；專業、科學與技術服務；藝術、娛樂與休閒服務；能源技術。

### 會展
2013年8月，中華民國國際經濟合作協會（國經協會）邀請克羅埃西亞商工總會董事兼代理國際關係處長訪臺，並舉辦「克羅埃西亞市場商機研討會」。10月，國經協會籌組「2013年赴匈牙利與克羅埃西亞訪問團」，國經協會與克國商工總會舉辦第1屆「臺克企業論壇」。
2015年5月，國經協會籌組「2015年赴荷兰與克羅埃西亞經貿訪問團」，與克羅埃西亞舉辦第1屆「臺克經濟合作會議」，並簽署合作備忘錄。
2017年11月，中華民國對外貿易發展協會（外貿協會）組團與克國商工總會舉辦貿易洽談會。
2018年6月，國經協會邀請克國商工總會副會長訪臺，並舉辦「克羅埃西亞暨中东欧市場商機研討會」。
2021年5月，國經協會、臺北市進出口商業同業公會與克國商工總會舉辦第2屆「臺克經濟合作暨商機媒合（線上）會議」。

## 交流

### 教育
中華民國教育部曾於1991年7月起設立「獨立國家國協及東歐地區國家來華留學獎學金」以研習中文，其中包括克羅埃西亞。
截至2017年，克羅埃西亞的札格瑞布大學政治學院開設有「中華民國（臺灣）講座」課程，以講授台灣的政經發展現況，修課學生並可獲得歐洲聯盟承認的學分數。

### 競賽
2019年11月，台灣發明商品促進協會（TIPPA）率團參加第44屆「克羅埃西亞INOVA國際發明展」。評選結果臺灣33件作品共獲得17金12銀4銅，以及大會頒發「亞洲最佳發明獎」。2021年10月，臺灣獲得2特別獎、1金、1銀，其中「遠端醫療無人機創新服務應用」獲得金牌與大會首獎。

## 司法

### 犯罪事件
2018年1月，克羅埃西亞警方破獲在首都札格瑞布的電信詐騙集團據點，總共逮捕61名台灣人，其中2名主嫌涉嫌「販賣人口並脅迫受害者從事電信詐騙」等非法活動。詐騙對象以中華人民共和國國民為主，該集團已得手20多次，涉案金額人民幣近千萬。

## 協定
| 日期       | 簽署                                                       | 備註   |
| ---------- | ---------------------------------------------------------- | ------ |
| 2013年10月 | 《中華民國國際經濟合作協會與克羅埃西亞商工總會合作備忘錄》 | [ 8 ]  |
| 2019年9月  | 《臺北市進出口商業同業公會與克羅埃西亞商工總會合作備忘錄》 | [ 11 ] |

## 簽證

持中華民國護照的中華民國國民簽證要求分布圖：入境克羅埃西亞可以「申根區免簽證」。

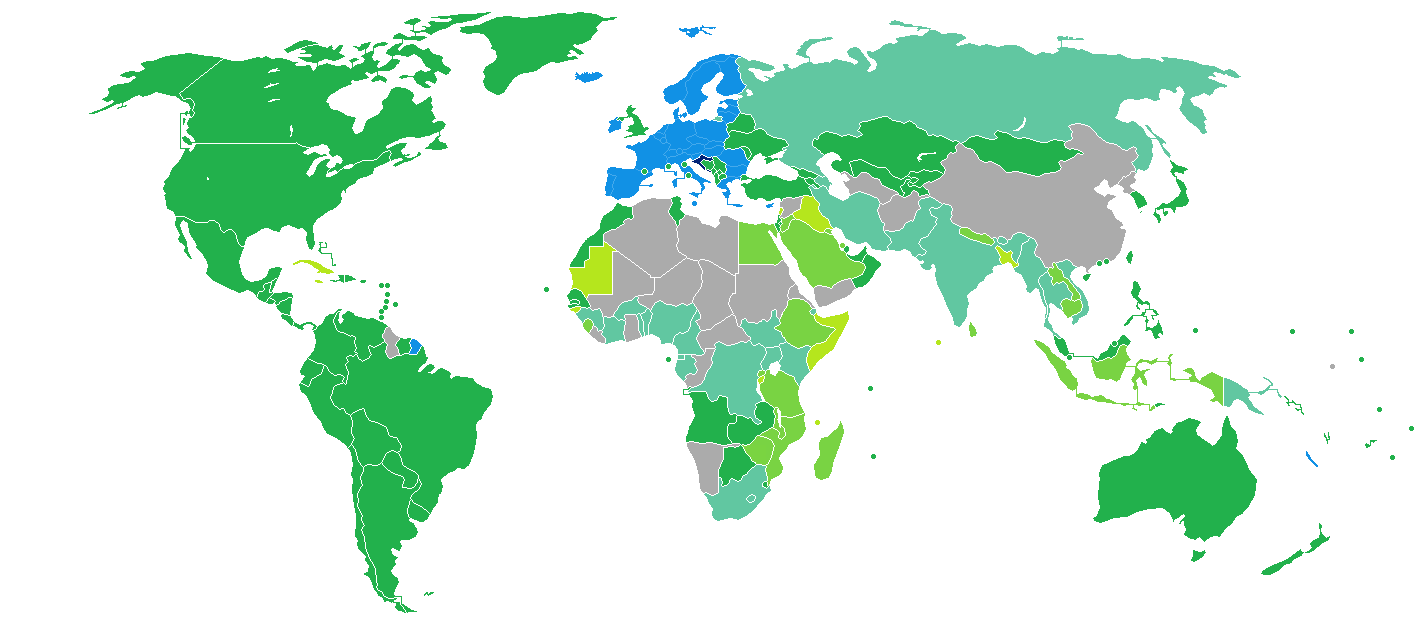
持歐盟的克羅埃西亞護照之克羅埃西亞國民簽證要求分布圖：入境中華民國可以免簽證。

歐洲申根區給予持有載明身分證字號的中華民國護照之中華民國國民可以申根區免簽證入境，停留日數與申根區合併計算，每6個月期間內總計可停留90天。經克羅埃西亞轉機至申根區亦可免簽證。
克羅埃西亞國民持有歐盟護照者也可以免簽證的方式入境中華民國，停留最多90天。

## 交通

### 航空

#### 客運
兩國無直航班機，可經由（不計航點遠近，截至2023年7月6日）：
- 臺北→杜拜、伊斯坦堡、倫敦、巴黎、羅馬、米蘭（*季節性飛克羅埃西亞）、慕尼黑、法蘭克福、阿姆斯特丹、維也納、布拉格*（2023年7月18日開航臺北）、多倫多*，再轉機前往克羅埃西亞的國際機場（英语：List of airports in Croatia）。

### 駕車
持有中華民國國際駕駛執照可在克羅埃西亞駕車。

## 外部連結
- 中華民國外交部－克羅埃西亞共和國簡介 （页面存档备份，存于）
- 駐奧地利台北經濟文化代表處
- 外交部領事事務局－國外旅遊警示分級表
- 中華民國衛生福利部－國際旅遊疫情建議等級
- 中華民國國際經濟合作協會 （页面存档备份，存于）